# Mistrzostwa Europy w Zapasach 1934
14. Mistrzostwa Europy w zapasach odbywały się w 1934 roku w Rzymie (Włochy) w stylu klasycznym, a w stylu wolnym w Sztokholmie (Szwecja).

## Styl klasyczny

### Medaliści
| Konkurencja | Złoto              | Srebro          | Brąz              |
| ----------- | ------------------ | --------------- | ----------------- |
| -56 kg      | Herman Tuvesson    | Ödön Zombori    | Ion Horvath       |
| -61 kg      | Kustaa Pihlajamäki | Ferenc Tóth     | Giovanni Gozzi    |
| -66 kg      | Aarne Reini        | Abraham Kurland | Einar Karlsson    |
| -72 kg      | Gunnar Glans       | Mikko Nordling  | Ercole Gallegati  |
| -79 kg      | Ivar Johansson     | Ago Neo         | László Papp       |
| -87 kg      | Edvīns Bietags     | Erich Siebert   | František Mráček  |
| +87 kg      | Kurt Hornfischer   | Rudolf Svensson | Alberts Zvejnieks |

### Tabela medalowa
| Lp. | Państwo        | Złoto | Srebro | Brąz |
| --- | -------------- | ----- | ------ | ---- |
| 1   | Szwecja        | 3     | 1      | 1    |
| 2   | Finlandia      | 2     | 1      | 0    |
| 3   | III Rzesza     | 1     | 1      | 0    |
| 4   | Łotwa          | 1     | 0      | 1    |
| 5   | Węgry          | 0     | 2      | 1    |
| 6   | Estonia        | 0     | 1      | 0    |
|     | Dania          | 0     | 1      | 0    |
| 8   | Włochy         | 0     | 0      | 2    |
| 9   | Rumunia        | 0     | 0      | 1    |
|     | Czechosłowacja | 0     | 0      | 1    |

## Styl wolny

### Medaliści
| Konkurencja | Złoto              | Srebro          | Brąz            |
| ----------- | ------------------ | --------------- | --------------- |
| -56 kg      | Márton Lőrincz     | Hermann Fischer | Herman Tuvesson |
| -61 kg      | Kustaa Pihlajamäki | Hans Wittwer    | Ferenc Tóth     |
| -66 kg      | Wolfgang Ehrl      | Anders Swanson  | Abraham Kurland |
| -72 kg      | Jean Földeák       | Thure Andersson | Károly Kárpáti  |
| -79 kg      | Ivar Johansson     | Elis Wecksten   | Fritz Neuhaus   |
| -87 kg      | Knut Fridell       | Ede Virág-Ébner | Karl Engelhardt |
| +87 kg      | Thure Sjöstedt     | Josef Klapuch   | Hjalmar Nyström |

### Tabela medalowa
| Lp. | Państwo        | Złoto | Srebro | Brąz |
| --- | -------------- | ----- | ------ | ---- |
| 1   | Szwecja        | 3     | 2      | 1    |
| 2   | III Rzesza     | 2     | 2      | 2    |
| 3   | Węgry          | 1     | 1      | 2    |
| 4   | Finlandia      | 1     | 1      | 1    |
| 5   | Czechosłowacja | 0     | 1      | 0    |
| 6   | Dania          | 0     | 0      | 1    |